# Mauritius Leaks
Mauritius Leaks посилається на звіт журналістського розслідування Міжнародного консорціуму журналістів-розслідувачів (ICIJ) у 2019 році про те, як колишня французька колонія Маврикій перетворилася на процвітаючий фінансовий центр та податковий притулок.

Інформатори дістали документи з юридичної фірми на Маврикії для журналістів-розслідувачів, що дають зрозуміти, як транснаціональні компанії уникають сплати податків, коли вони працюють в Африці, на Близькому Сході та в Азії.

## Витік контенту
Звіт вважався доказом того, що закони в країні Маврикій допомагають корпораціям уникати податків у всьому світі, в тому числі на континенті Африки, внаслідок чого втрачаються мільярди доларів на рік через складну, але юридичну мережу податкових договорів та оболонок корпорації.
В основі розслідування ICIJ лежала юридична фірма Conyers Dill and Pearman з офісами в Бермудах, Гонконгу, Кайманових островах та Маврикії. Понад 200 000 юридичних документів були анонімно надіслані журналістам-розслідувачам, викриваючи ухилення від сплати податків та спроби ухилення від податків.

У проекті розслідування журналістів за допомогою ШІ брали участь 54 репортери з 18 країн світу, які координували роботу в Інтернеті протягом багатьох місяців у зашифрованому робочому просторі, побудованому ICIJ.
Спираючись на велику кількість записів з початку 1990-х, розслідування показало, як фінансова система, заснована на острові, перенаправляла податкові надходження від бідних країн назад до західних корпорацій через "податкові договори" з 46 переважно біднішими країнами, включаючи Нігерію та Індію. За словами Кон'єрса, конфіденційні документи були «незаконно отримані».
У січні 2019 року Маврикій переглянув податкове законодавство, що регулює його офшорний сектор, після багатьох скарг з боку партнерів по договорах та під тиском міжнародних установ.
Компанії, згадані в «Маврикій Лікс», були серед інших радників з питань капіталу Aircastle, Pegasus Capital Advisers,8 Miles приватна компанія, заснована агітатором Live Aid Бобом Гелдофом, що прагнула отримувати прибуток, купуючи акції в африканському бізнесі.